# Metriogryllacris forceps
Metriogryllacris forceps är en insektsart som beskrevs av Bei-bienko 1962. Metriogryllacris forceps ingår i släktet Metriogryllacris och familjen Gryllacrididae. Inga underarter finns listade i Catalogue of Life.